# Dendropsophus bokermanni
Dendropsophus bokermanni là một loài ếch thuộc họ Nhái bén.
Loài này có ở Brasil, Colombia, Ecuador, Peru, và có thể cả Bolivia.
Môi trường sống tự nhiên của chúng là rừng ẩm vùng đất thấp nhiệt đới hoặc cận nhiệt đới, đầm lầy, và đầm nước ngọt có nước theo mùa.